# 마르티 벤톨라
마르티 벤톨라 이 포르(카탈루냐어: Martí Ventolrà i Fort; 1906년 12월 16일, 카탈루냐 주 바르셀로나 ~ 1977년 6월 5일, 멕시코 시)는 스페인의 전 축구 선수이다. 그는 라이치, 에스콜라, 페르난데스, 그리고 문요치와 함께 바르셀로나의 공격진의 한 축을 담당했다. 그는 스페인 국가대표팀 일원으로 1934년 FIFA 월드컵에 참가하기도 하였다.
1937년 벤톨라는 스페인 내전이 진행되는 와중에 멕시코로 이주했다. 그는 멕시코의 축구 선수인 호세 반톨라의 부친이기도 하다.